# Huonia aruana
Huonia aruana är en trollsländeart som beskrevs av Maurits Anne Lieftinck 1942. Huonia aruana ingår i släktet Huonia och familjen segeltrollsländor. Inga underarter finns listade i Catalogue of Life.